# 周瑚
周瑚（1412年—？），字公器，江西吉安府安福縣人，民籍。明朝政治人物。進士出身。

## 生平
江西鄉試第十七名。正統十三年（1448年）戊辰科會試第九十二名，殿試登進士第二甲第十四名。

## 家族
曾祖周漢彰。祖父周韞玉。父亲周叙瞻。